# Fernandocrambus corvus
Fernandocrambus corvus là một loài bướm đêm trong họ Crambidae.